# Drag-queen

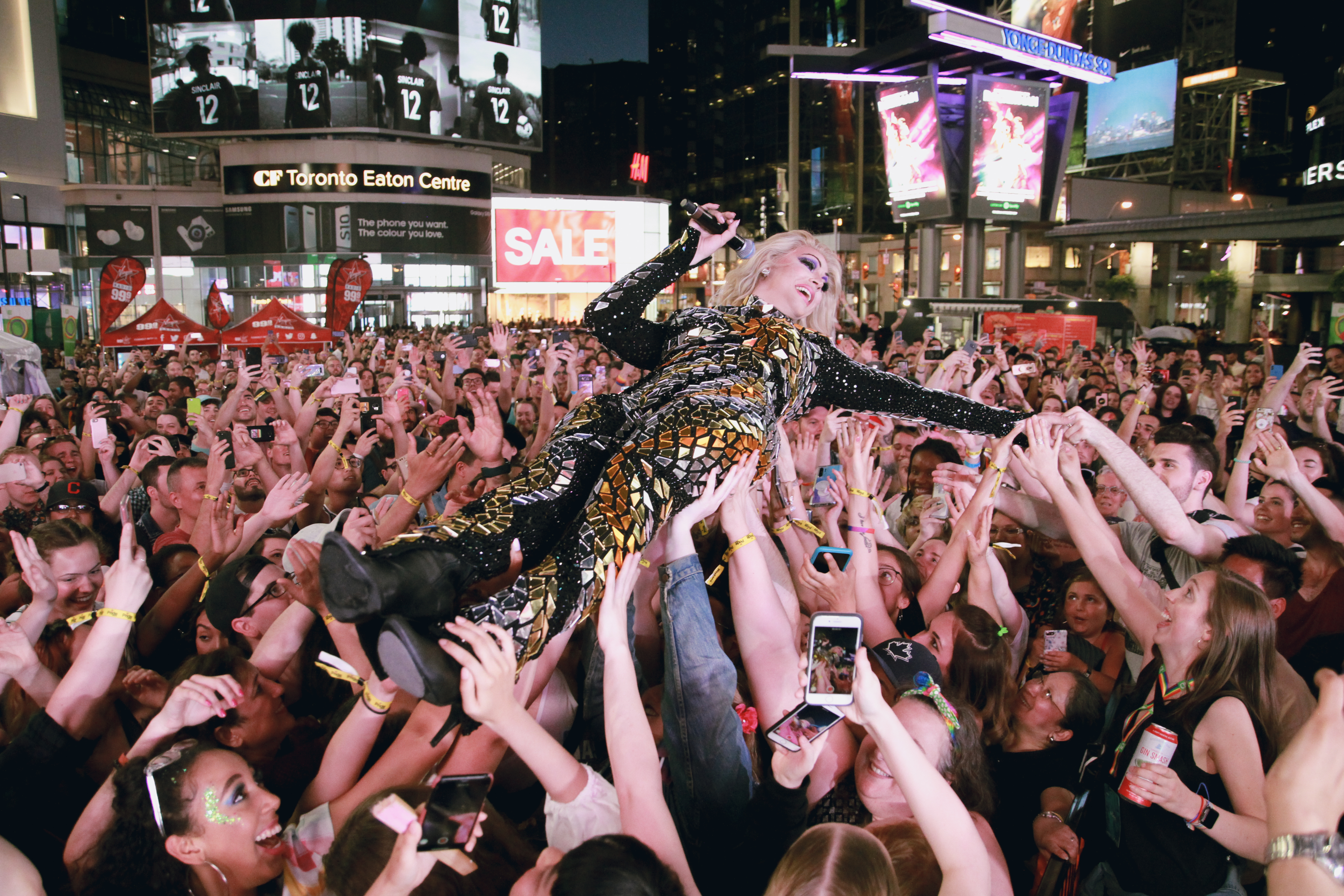
La drag-queen canadenca Brooke Lynn Hytes en un show a Toronto (2019)

Drag-queen, drag queen o transformista és un terme que descriu una persona que es vesteix i actua estereotípicament com una dona o simplement com un personatge feminitzat amb trets exagerats, amb una intenció primordialment histriònica que es burla de les nocions tradicionals de la identitat de gènere i els rols de gènere.
No s'ha de confondre amb les identitats transgènere, les quals, a diferència de les drag-queens, impliquen disfòria o disconformitat amb el gènere assignat en néixer.
Els espectacles de les drag-queens es basen en una personificació femenina i transformista en la qual una persona altera la seva aparença i els patrons de la seva personalitat per ajustar-los al comportament i aparença d'una dona de caricatura, freqüentment exagerant les qualitats estètiques associades popularment a la feminitat mitjançant la utilització de vestuari flamboyant, pentinats exuberants i maquillatge, originat d'una intenció primordialment còmica o satírica.
Una drag-queen pot ser una persona de qualsevol gènere i orientació sexual, sempre tenint en compte que estan creant un personatge per a la societat exagerant els trets característics d'una identitat de gènere.
El fenomen contrari és el protagonitzat pels anomenats drag-kings, persones que representen espectacles en què s'exageren i es satiritzen els trets socialment associats als homes.

## Etimologia

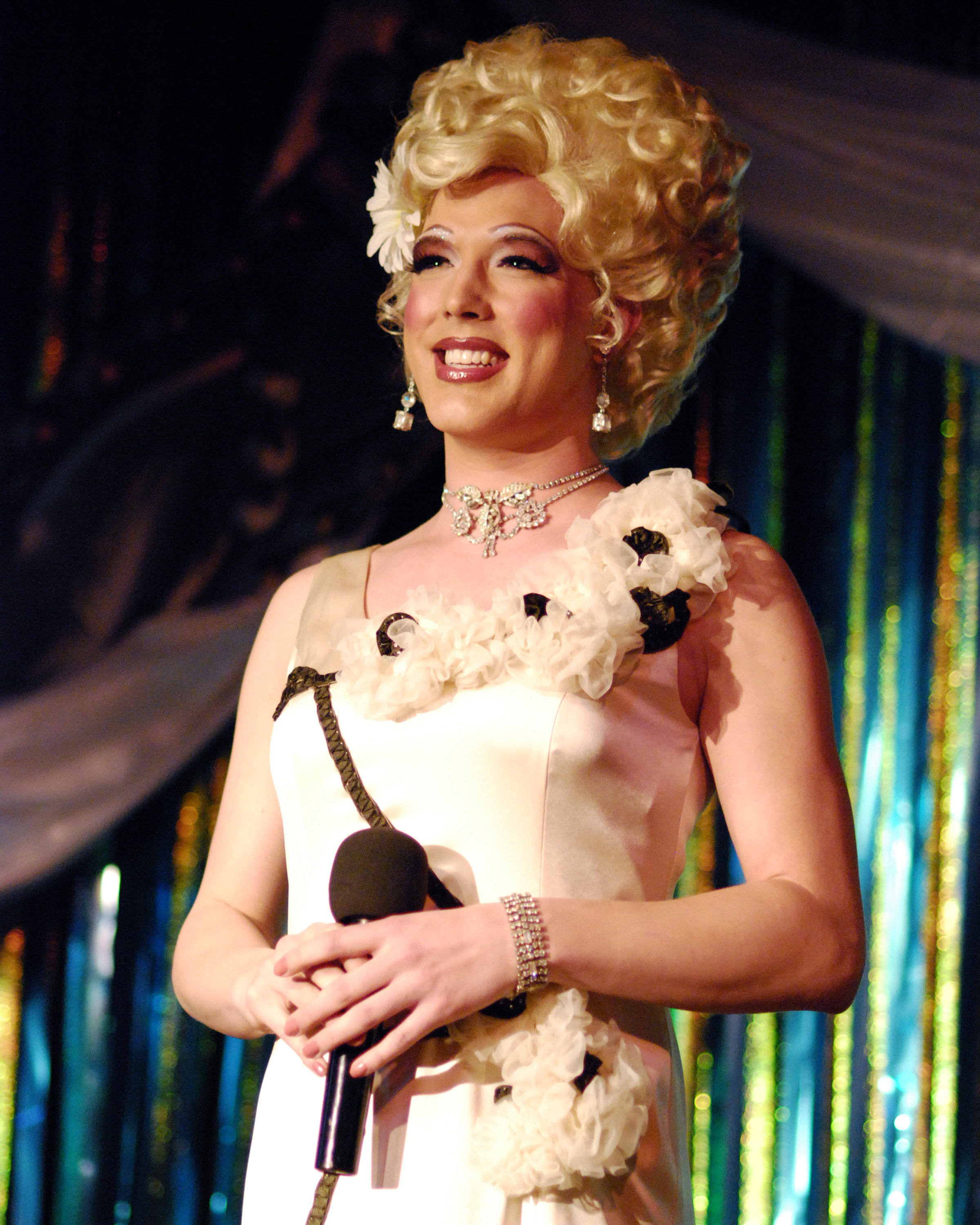
La drag-queen Daisy Bucket actuant al club Missie B's.

El personatge literari famós més semblant a una drag-queen és la Reina de la Nit de l'òpera del compositor Wolfgang Amadeus Mozart La Flauta Màgica, del segle xviii. La Reina de la Nit era una mena de reina de la foscor (Dark Queen en anglès) i la dona que la interpretava (el que s'anomena en l'argot del sector faux queen, per no travestir el seu gènere, sinó només fer-ne una caricatura) feia servir a les representacions de l'òpera vestits molt provocatius i ostentosos, així com dissenys i maquillatge molt femenins i exagerats.
L'origen etimològic de drag-queen és encara motiu de debat. Una teoria diu que el terme va sorgir a l'època del burlesque victorià, durant la segona meitat del segle xix en el regnat de la reina Victòria del Regne Unit. En aquell segle, apareix la paraula drag (traduïda de l'anglès com "arrossegar"), que feia referència a les faldilles i vestits llargs portats per alguns actors masculins en els espectacles de burlesque. Tanmateix, el terme drag-queen no apareix com a tal en un imprès fins a l'any 1941.
Una altra hipòtesi popularment acceptada és que la paraula drag s'origina del retroacrònim Dressed As a Girl (en català, vestit de noia), i fins i tot del retroacrònim similar Dressed Resembling A Girl (vestit assemblant-se a una noia). Aquests termes són només hipòtesis, ja que l'existència de drag-kings fa que el terme Dressed As a Girl no tingui sentit. Aquí pren rellevància la possibilitat que els orígens de la paraula "drag" provingui dels llibrets de teatre d'abans en què només es permetia actuar als homes i havien de prendre de vegades rols femenins. En els llibrets es col·locava la paraula "Drag" per definir el rol femení del personatge significant "Dressed as Another Gender" (Vestit d'un altre gènere). Així, seria un terme utilitzable tant per drag-queens com drag-kings.
El terme es va popularitzar entre la dècada del 1950 i la del 1960 a l'argot polari de la subcultura closet/camp anterior als aldarulls de Stonewall. La paraula queen s'afegeix a drag pel seu significat en l'argot, perquè es tracta d'un terme utilitzat per descriure a un home efeminat.

## Tipus de drag-queens

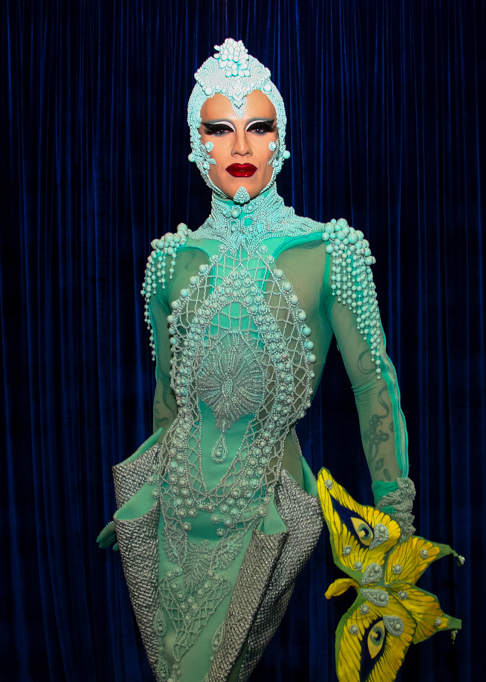
Sasha Velour, drag-queen estatunidenca d'aparença andrògina

S'anomena drag-queen a l'individu vestit com una caricatura femenina. Tanmateix, dins del terme s'hi troben diverses subcategories segons les maneres d'expressar-se de les artistes, que són molt variades, entre les quals hi ha drag diva (una drag-queen de faccions belles), drag princess (una drag-queen jove) i drag butch (una dona butch que es caracteritza d'home heterosexual).
Una drag-queen pot ser també una persona que crea un personatge androgin sense haver d'imitar a una dona o home i juga amb els gèneres mitjançant plataformes, perruques, postissos, cascs, plomes i accessoris que criden l'atenció.
En un gènere més allunyat del drag en si, es denomina faux queen a una dona que es vesteix com a dona de caricatura per ressaltar l'estereotip clàssic d'una dona o d'una drag-queen, ressaltant-ne la feminitat, amb finalitats artístiques. Per contra, es denomina faux king a un home que es vesteix com a home de caricatura per ressaltar l'estereotip d'un home o d'un drag-king, ressaltant la masculinitat, sempre amb fins artístics.
La figura de la "mare drag" és molt important en l'escena drag. Es tracta d'una drag-queen experimentada que fa de guia, aconsella i ajuda una drag-queen que acaba de començar, anomenada "filla drag".

## Història

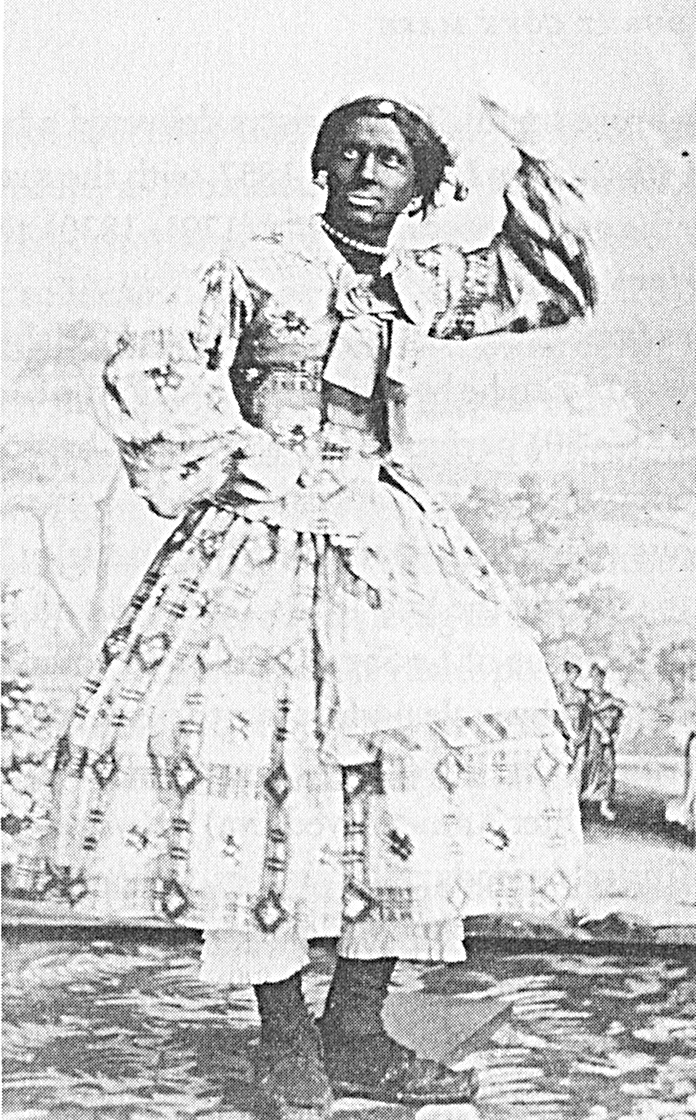
Minstrel show de Rollin Howard en drag i fent blackface.

El drag va sorgir com un element teatral durant la segona meitat del segle xix, destinat a fer una projecció còmica de les nocions socials sobre el comportament social, l'aristocràcia, l'organització política, els rols de gènere, els codis i els convencionalismes socials. El drag va ser apreciat en diverses formes del teatre de varietats del segle xix, en què era habitual la presentació d'esquetxos i obres d'un sol acte en què es feien burlesques d'elements socials o culturals, freqüentment amb la participació d'actors disfressats de personatges del gènere oposat per intensificar la comicitat. El drag com a element dramàtic va aparèixer al Regne Unit durant la segona meitat de segle xix, apreciat en espectacles com el burlesque victorià i la pantomima britànica. L'explotació del drag com a element còmic es va iniciar amb la introducció del teatre de varietats a la cultura estatunidenca de la Guerra de Secessió. El drag es va tornar un element comú en espectacles com el vaudeville i el burlesque estatunidenc.
El teatre de varietats clàssic va perdre popularitat en la dècada del 1920 a causa de la introducció massiva i domèstica de la ràdio i, posteriorment, la televisió. El drag va reprendre la seva popularitat al cabaret d'estil estatunidenc durant la dècada del 1930 i fins a la del 1960 com un element primordialment histriònic. El drag va formar part de la comèdia en viu i la imitació des de la dècada del 1940 com a element principal dels drag shows que es presentaven en establiments dedicats al cabaret i al nou teatre de varietats.

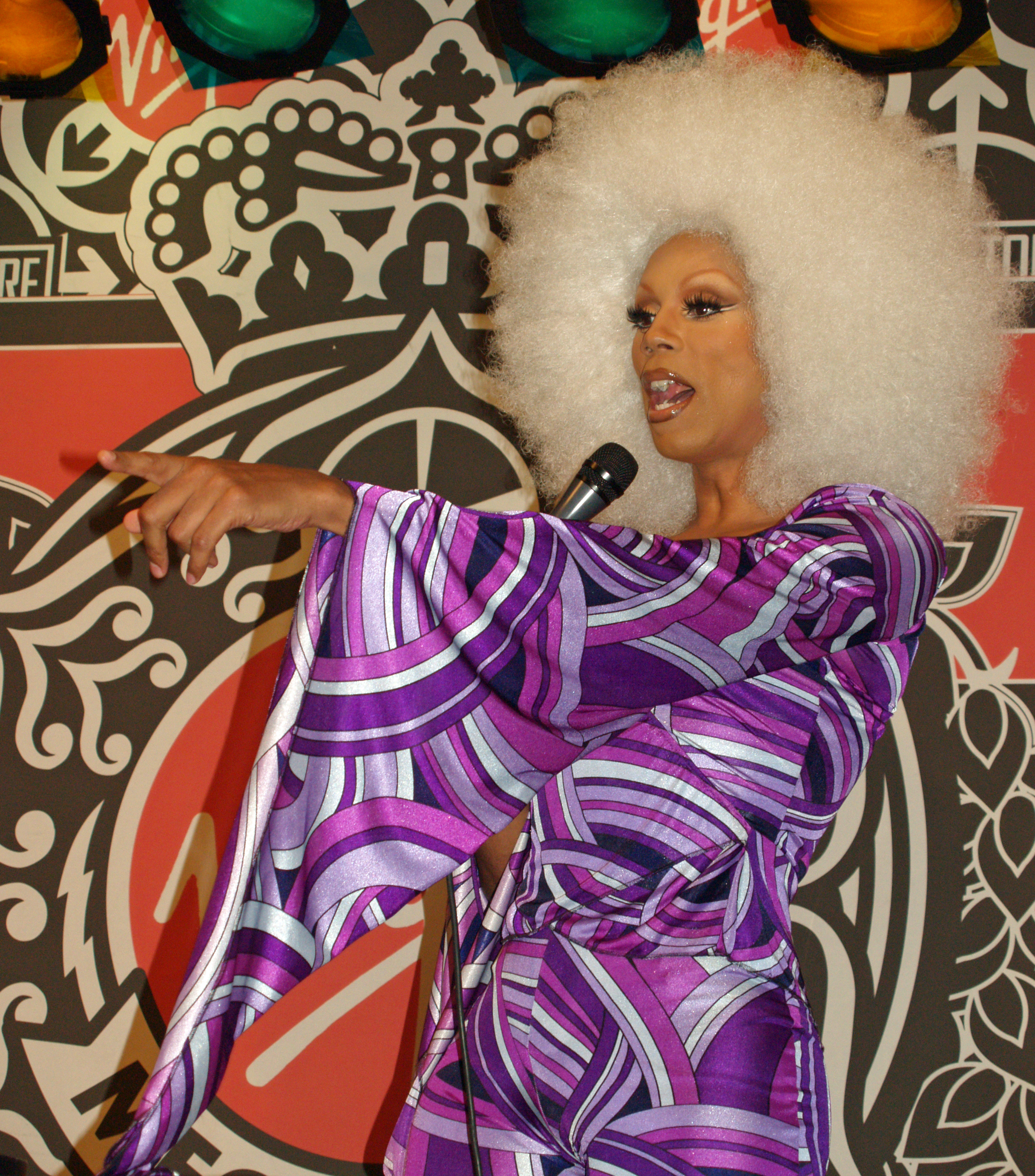
RuPaul és una destacada drag-queen dels Estats Units.

En la dècada del 1950, en el període de la cultura closet (període anterior a la revolució sexual i els disturbis de Stonewall), els drag shows es van tornar populars en els establiments de clientela homosexual, com els bars gai. L'estètica camp va començar a ser recorrent dins del panorama drag per a la personificació de la ironia en les arts, valent-se de vestuari efeminat i exagerat per formular una paròdia de la cultura massiva i els seus mitjans de comunicació. Aviat es van fer habituals els temes del camp i el drag com un element d'explotació fílmica, convertint-se el drag en un element associat amb la cultura gai per la seva recurrència en l'estètica camp.
Després de la cultura closet i la conformació del moviment social LGBT, el drag va guanyar més popularitat entre el col·lectiu. En la seva intenció histriònica, les drag-queens actualment es dediquen al cant, ball i playback, i actuen en celebracions de l'orgull LGBT, concursos de bellesa i drag shows.
Divine i RuPaul són probablement les drag-queens més conegudes en el panorama des de finals de segle xx. A més, per primer cop, han aconseguit fer saltar el fenomen fora del món LGBT. Actualment, el programa televisiu d'èxit mundial de RuPaul, RuPaul's Drag Race, ha aconseguit portar els espectacles drag a un públic ampli, fins i tot mainstream, i no només als Estats Units, d'on és original el format, sinó arreu, gràcies a les seves versions en altres països.
A Europa, l'any 2014, la drag-queen i cantant austríaca Conchita Wurst va guanyar el Festival d'Eurovisió celebrat a Copenhaguen amb la cançó "Rise Like a Phoenix".

## Drag-queens al cinema
- Víctor, Victòria (1933 i 1982): cèlebre versió, protagonitzada per Julie Andrews, d'una pel·lícula alemanya.
- Millie, una noia moderna (1967): pel·lícula amb la participació de Julie Andrews, James Fox, Mary Tyler Moore, Carol Channing i John Gavin.
- The Rose (1979): pel·lícula protagonitzada per Bette Midler.
- Tootsie (1982): pel·lícula protagonitzada per Dustin Hoffman.
- La cage aux folles (1987, Casa de boges): pel·lícula franco-taliana adaptada en obra teatral (dirigida per Mike Nichols); i la seva versió estatunidenca, L'olla de grills (1996): pel·lícula protagonitzada per Robin Williams, Nathan Lane, Gene Hackman i Dianne Wiest.
- Hairspray (1988): pel·lícula amb la participació de Divine.
- Paris Is Burning (1990): Documental que relata l'"Edat Daurada" dels balls drag a Nova York.
- The Adventures of Priscilla, Queen of the Desert (1994): pel·lícula australiana dirigida per Stephan Elliott, protagonitzada per Terence Stamp, Hugo Weaving, Guy Pearce i Bill Hunter.
- To Wong Foo, Thanks for Everything! Julie Newmar (1995): pel·lícula protagonitzada per Wesley Snipes, Patrick Swayze i John Leguizamo.
- Més que amor, frenesí (1996): pel·lícula espanyola escrita i dirigida pel trio Alfonso Albacete, David Menkes i Miguel Bardem estrenada el 1996. Hi apareixen drag-queens com Drag Dolly de Madrid.
- Mitjanit al jardí del bé i del mal (1998): pel·lícula protagonitzada per John Cusack i Kevin Spacey.
- Hedwig and the Angry Inch (2001): pel·lícula protagonitzada per John Cameron Mitchell.
- Tokyo Godfathers (2003): pel·lícula d'animació japonesa dirigida i escrita per Satoshi Kon, en què un dels tres personatges principals és drag-queen.
- Esmorzar a Plutó (2005): pel·lícula protagonitzada per Cillian Murphy.
- The Curiosity of Chance (2006): pel·lícula protagonitzada per Tad Hilgenbrink i Brett Chukerman.
- St Trinian's (2007): pel·lícula protagonitzada per Rupert Everett.
- A Star Is Born: pel·lícula amb la participació de les drag-queens Shangela Laquifa Wadley i Willam Belli com a actrius secundàries.